# Trichestra nigropuncta
Trichestra nigropuncta là một loài bướm đêm trong họ Noctuidae.